# 카를 마이 (축구인)
카를 마이(독일어: Karl Mai, 1928년 7월 27일~1993년 3월 15일)는 독일의 축구 선수, 지도자로, 현역 시절 미드필더로 활약했다.

## 경력
마이는 퓌르트 출신이다. 그는 서독 국가대표팀 일원으로 1954년 월드컵을 우승했다. 그는 21번의 국가대표팀 경기에 출전해 1골을 기록했다. 리그 무대에서, 그는 퓌르트와 바이에른 뮌헨에서 활약했다.
제프 헤르베르거 감독은 마이의 경기 방식을 1930년대의 안드레아스 쿠퍼에 견주었지만, 그의 견실함과 정직함도 높게 평가했다. 1954년 월드컵 결승전에서 마이는 직전까지 대회에서 11골을 기록한 샨도르 코치시를 막을 임무가 주어졌고, 마이는 코치시를 그림자처럼 밀착 견제하여 무득점으로 틀어막았다. 마이는 수털한 선수로, 헤어베어거 감독에 자신의 의견을 내는 것을 주저하지 않았다.
그는 1960년대에 감독과 학교 지도자가 되었다. 1990년대 초, 그는 오른쪽 폐를 제거했다. 그는 1993년에 영면에 들었다.